# Medina (Cundinamarca)
Pour les articles homonymes, voir Medina.
Medina est une municipalité située dans le département de Cundinamarca, en Colombie.